# Jody Lukoki
Jody Lukoki (ur. 15 listopada 1992 w Kinszasie, zm. 9 maja 2022 w Almere) – piłkarz holenderski pochodzący z Demokratycznej Republiki Konga grający na pozycji prawego pomocnika. W 2022 roku był zawodnikiem klubu FC Twente.

## Kariera klubowa
Lukoki urodził się w Kinszasie. W młodym wieku wyemigrował do Holandii. Tam też rozpoczął karierę piłkarską w klubach VVA/Spartaan, a następnie w Young Boys Haarlem. W 2003 roku podjął treningi w szkółce AFC Ajax. W 2010 roku awansował do kadry pierwszego zespołu Ajaksu. 19 stycznia 2011 zadebiutował w Eredivisie w wygranym 2:0 domowym meczu z Feyenoordem Rotterdam. W 80. minucie tego meczu zmienił Lorenzo Ebecilio. W sezonie 2010/2011 wywalczył z Ajaksem swój pierwszy w karierze tytuł mistrza Holandii. 29 października 2011 w wygranym 4:0 wyjazdowym meczu z Rodą JC Kerkrade strzelił swojego pierwszego gola w Eredivisie. W sezonie 2011/2012 został z Ajaksem po raz drugi mistrzem kraju. Dla Lukokiego sezon 2013/2014 to cały rok gry w beniaminku Eredivisie SC Cambuur. Latem 2014 przeszedł do PEC Zwolle, a w 2015 do klubu Łudogorec Razgrad.
W barwach bułgarskiej drużyny zdobył cztery mistrzostwa kraju, a także dwukrotnie triumfował w Superpucharze Bułgarii. 1 kwietnia 2020 roku Łudogorec za porozumieniem stron rozwiązał kontrakt z Lukokim. 11 lipca tego samego roku turecki klub Yeni Malatyaspor ogłosił podpisanie umowy z napastnikiem pochodzącym z DR Kongo.

## Kariera reprezentacyjna
W latach 2010–2011 Lukoki grał w reprezentacji Holandii U-19. 28 marca 2015 zadebiutował w reprezentacji Demokratycznej Republiki Konga w przegranym 1:2 towarzyskim meczu z Irakiem.

## Śmierć
Zmarł 9 maja 2022 roku na nagłe zatrzymanie krążenia.